# Salamon-szigeteki futsalválogatott
A Salamon-szigeteki futsalválogatott a Salamon-szigetek nemzeti csapata, amelyet a Salamon-szigeteki labdarúgó-szövetség (angolul: Solomon Islands Football Federation) irányít. 

## Története
Futsal-világbajnokságon először 2008-ban szerepeltek. Eddig összesen három világbajnokságon vettek részt, de a csoportkörből még nem sikerült továbbjutniuk. 
Az OFC-futsalbajnokságot öt alkalommal nyerték meg: 2008-ban, 2009-ben, 2010-ben, 2011-ben és 2016-ban.

## Eredmények

### Futsal-világbajnokság
| Év       | Eredmény      | Hely          | M             | Gy            | D             | V             | Rg            | Kg            | Gk            |
| -------- | ------------- | ------------- | ------------- | ------------- | ------------- | ------------- | ------------- | ------------- | ------------- |
| 1989     | Nem indult    | Nem indult    | Nem indult    | Nem indult    | Nem indult    | Nem indult    | Nem indult    | Nem indult    | Nem indult    |
| 1992     | Nem indult    | Nem indult    | Nem indult    | Nem indult    | Nem indult    | Nem indult    | Nem indult    | Nem indult    | Nem indult    |
| 1996     | Nem indult    | Nem indult    | Nem indult    | Nem indult    | Nem indult    | Nem indult    | Nem indult    | Nem indult    | Nem indult    |
| 2000     | Nem indult    | Nem indult    | Nem indult    | Nem indult    | Nem indult    | Nem indult    | Nem indult    | Nem indult    | Nem indult    |
| 2004     | Nem jutott be | Nem jutott be | Nem jutott be | Nem jutott be | Nem jutott be | Nem jutott be | Nem jutott be | Nem jutott be | Nem jutott be |
| 2008     | Csoportkör    | 20.           | 4             | 0             | 0             | 4             | 6             | 69            | -63           |
| 2012     | Csoportkör    | 21.           | 3             | 1             | 0             | 2             | 7             | 30            | -23           |
| 2016     | Csoportkör    | 24.           | 3             | 0             | 0             | 3             | 5             | 21            | -16           |
| Összesen | Csoportkör    | 3/8           | 10            | 1             | 0             | 9             | 18            | 120           | -102          |

### OFC-futsalbajnokság
| Év       | Eredmény   | Hely       | M          | Gy         | D          | V          | Rg         | Kg         | Gk         |
| -------- | ---------- | ---------- | ---------- | ---------- | ---------- | ---------- | ---------- | ---------- | ---------- |
| 1992     | Nem indult | Nem indult | Nem indult | Nem indult | Nem indult | Nem indult | Nem indult | Nem indult | Nem indult |
| 1996     | Nem indult | Nem indult | Nem indult | Nem indult | Nem indult | Nem indult | Nem indult | Nem indult | Nem indult |
| 1999     | Nem indult | Nem indult | Nem indult | Nem indult | Nem indult | Nem indult | Nem indult | Nem indult | Nem indult |
| 2004     | 5. hely    | 5.         | 5          | 1          | 0          | 4          | 12         | 31         | -19        |
| 2008     | Győztes    | 1.         | 6          | 5          | 0          | 1          | 41         | 19         | +22        |
| 2009     | Győztes    | 1.         | 4          | 4          | 0          | 0          | 32         | 7          | +25        |
| 2010     | Győztes    | 1.         | 6          | 6          | 0          | 0          | 59         | 16         | +43        |
| 2011     | Győztes    | 1.         | 5          | 5          | 0          | 0          | 49         | 10         | +39        |
| 2013     | Csoportkör | 5.         | 3          | 1          | 0          | 2          | 11         | 15         | -4         |
| 2014     | Nem indult | Nem indult | Nem indult | Nem indult | Nem indult | Nem indult | Nem indult | Nem indult | Nem indult |
| 2016     | Győztes    | 1.         | 5          | 5          | 0          | 0          | 23         | 3          | +20        |
| Összesen | 1. hely    | 7/11       | 34         | 27         | 0          | 7          | 227        | 101        | +126       |

## Külső hivatkozások
- A Salamon-szigeteki labdarúgó-szövetség hivatalos honlapja (angol nyelven). siff.com.sb
- Futsal World Ranking (angol nyelven). futsalworldranking.be
- FIFA Futsal World Cup Overview (angol nyelven). rsssf.com
- Oceanian Futsal Championship Overview (angol nyelven). rsssf.com